# Slowenische Badmintonmeisterschaft 2011
Die Slowenische Badmintonmeisterschaft 2011 fand vom 5. bis zum 6. Februar 2011 in Kungota statt.

## Austragungsort
- Kungota, Športna dvorana OŠ Kungota, Plintovec 10c

## Die Sieger und Platzierten
| Disziplin    | Gold                    | Silber                   | Bronze                   |
| ------------ | ----------------------- | ------------------------ | ------------------------ |
| Herreneinzel | Luka Petrič             | Iztok Utroša             | Urban Turk               |
| Herreneinzel | Luka Petrič             | Iztok Utroša             | Aleš Murn                |
| Dameneinzel  | Maja Tvrdy              | Špela Silvester          | Tina Kodrič              |
| Dameneinzel  | Maja Tvrdy              | Špela Silvester          | Urška Polc               |
| Herrendoppel | Miha Horvat Luka Petrič | Matevž Bajuk Aleš Murn   | Aljoša Turk Urban Turk   |
| Herrendoppel | Miha Horvat Luka Petrič | Matevž Bajuk Aleš Murn   | Kek Jamnik Matevž Šrekl  |
| Damendoppel  | Tina Kodrič Urška Polc  | Kim Novak Kaja Stankovič | Maja Kersnik Živa Repše  |
| Damendoppel  | Tina Kodrič Urška Polc  | Kim Novak Kaja Stankovič | Sabina Magyar Eva Miklič |
| Mixed        | Luka Petrič Tina Kodrič | Aleš Murn Maja Kersnik   | Kek Jamnik Živa Repše    |
| Mixed        | Luka Petrič Tina Kodrič | Aleš Murn Maja Kersnik   | Matjaž Adler Urška Polc  |